# He Chong
He Chong (chinesisch 何冲, Pinyin Hé Chōng, * 10. Juni 1987 in Zhanjiang, Guangdong) ist ein chinesischer Wasserspringer. Bei einer Körpergröße von 1,70 m beträgt sein Wettkampfgewicht 62 kg.
He Chong wurde 1987 in der Provinz Guangdong (anderen Quellen zufolge in Zhanjiang) geboren. Er besuchte ab 1994 die Sportschule im Stadtbezirk Chikan von Zhanjiang und gelangte vier Jahre später in die Provinzauswahl von Guangdong. Im Jahr 2000 konnte He die Jugendasienmeisterschaften für sich entscheiden, während er 2001 ins chinesische Springernationalteam berufen wurde. Ein Jahr später wurde er aufgrund unbeständiger Leistungen aus dem Nationalkader geworfen. Dies ließ He nach eigenen Aussagen reifen und Ende des Jahres 2004 wagte er sich an schwierigere Sprünge.
Die Rückkehr in Chinas Springernationalmannschaft und internationaler Erfolg bei den Senioren war He ab dem Jahr 2005 beschieden. Er gewann bei den Schwimmweltmeisterschaften 2005 im kanadischen Montréal gemeinsam mit seinem acht Jahre älteren Landsmann Wang Feng das Synchronspringen vom 3-Meter-Brett vor den Deutschen Tobias Schellenberg und Andreas Wels sowie beim Sieg des Kanadiers Alexandre Despatie eine Bronzemedaille in der Einzelkonkurrenz vom 3-Meter-Brett. Im selben Jahr war er gemeinsam mit Wang bei fünf Grand Prix im Synchronspringen erfolgreich und gewann die 3-Meter-Brett-Wettkämpfe im Einzel beim Internationalen Springertag in Rostock und im amerikanischen Spring Swallows. Bis 2007 folgten elf weitere Grand-Prix-Siege, davon fünf in der Einzelkonkurrenz und sechs im Synchronspringen, jeweils vom 3-Meter-Brett. An den vorangegangenen Erfolg konnte He bei den Schwimmweltmeisterschaften 2007 im australischen Melbourne nur bedingt anknüpfen, als er beim Sieg seines Teamkollegen Qin Kai nicht über einen sechsten Platz vom 3-Meter-Brett hinauskam und sich hinter seinem Landsmann Luo Yutong mit der Silbermedaille vom 1-Meter-Brett begnügen musste. Daraufhin konzentrierte sich der Springer in Vorbereitung auf die Olympischen Spiele im heimischen Peking verstärkt auf die Einzelkonkurrenz vom 3-Meter-Brett. Er gewann 2008 mit dem Canada Cup und den China Open erneut zwei Grand-Prix-Wettbewerbe sowie die World-Series-Wettbewerbe in Sheffield und Nanjing, bei denen er jeweils seinen Teamkollegen Qin Kai auf den zweiten Platz verwies. Bei den Olympischen Spielen errang er schließlich überlegen im Springen vom 3-Meter-Brett die Goldmedaille vor Alexandre Despatie und Qin Kai, wobei er im finalen Durchgang (6 Sprünge) elfmal die Bestnote von 10,0 Punkten erhielt. An diesen Erfolg konnte er im Juli 2009 bei den Schwimmweltmeisterschaften in Rom anknüpfen, wo er vom 3-Meter-Brett die Goldmedaille vor dem US-Amerikaner Troy Dumais und dem Kanadier Alexandre Despatie gewann. Auch bei den Heimweltmeisterschaften 2011 in Shanghai konnte er den Titel vom 3-m-Brett erringen. Ein Jahr später bei den Olympischen Sommerspielen 2012 in London musste er sich mit Bronze hinter dem Olympiasieger Ilja Sacharow aus Russland und seinem Teamkollegen Qin Kai begnügen. Im Halbfinale hatte er Sacharow noch auf Platz zwei verwiesen.
Der Schüler lebt in Peking und wird momentan von Liu Henglin trainiert. Sowohl in Wettbewerben als auch außerhalb des Schwimmbeckens fällt He durch sein selbstsicheres und draufgängerisches Verhalten auf und zählt unter anderem einen zweieinhalbfachen Salto mit drei Schrauben mit einem Schwierigkeitsgrad von 3,8 zu seinem Sprungrepertoire.